# Johann Erasmus Kindermann
Johann Erasmus Kindermann (ur. 29 marca 1616 w Norymberdze, zm. 14 kwietnia 1655 tamże) – niemiecki kompozytor, organista i pedagog.

## Życiorys
Muzyki uczył się w Norymberdze u Johanna Stadena. Od 15. roku życia występował jako śpiewak i skrzypek w niedzielnych koncertach wieczornych w kościele NMP. W 1635 roku, otrzymawszy stypendium norymberskiej rady miejskiej, przebywał na studiach we Włoszech. Po powrocie do Norymbergi był w latach 1636–1640 drugim organistą kościoła NMP. W 1640 roku, po krótki pobycie w Schwäbisch Hall, objął posadę organisty w kościele św. Idziego.
Prowadził działalność pedagogiczną, do grona jego uczniów należeli Johann Agricola, Augustin Pfleger, Heinrich Schwemmer i Georg Caspar Wecker.

## Twórczość
Różnorodna stylistycznie twórczość Kindermanna obejmuje większość form muzycznych uprawianych w 1. połowie XVII wieku. Tworzył zarówno utwory wokalne, jak i czysto instrumentalne. Wprowadził do muzyki niemieckiej nowe środki zaczerpnięte z muzyki włoskiej, w utworach na skrzypce po raz pierwszy w Niemczech zastosował skordaturę. Duże znaczenie ma jego twórczość wokalna, w kompozycjach kantatowych widoczne jest kontrastowanie partii solowych i chóralnych oraz deklamacyjność, zbliżająca je stylistycznie do dzieł Heinricha Schütza.

## Kompozycje
(na podstawie materiałów źródłowych)

### Utwory wokalne
- Cantiones [pathetikaiJ, hoc est Ad memoriam passionis... Jesu Christi na 3–4 głosy i basso continuo (1639)
- Friedens Clag na 3 głosy i basso continuo (1640)
- Concentus Salomonis, das ist Geistliche Concerten auss dem Hohen Lied dess hebräischen Königes Salominis na 2 głosy, 2 skrzypiec i basso continuo (1642)
- Dialogus, Mosis Plag, Sunders Klag, Christi Abtrag na 1–6 głosów i basso continuo (1642)
- (8) Musicalische Friedens Seufftzer na 3–4 głosy i basso continuo (1642)
- Opitianischer Orpheus, das ist [13] Musicalischer Ergetzligkeiten na 1–2 głosy, 2 skrzypiec, violone lub violę i basso continuo (1642)
- Dess erlösers Christi, und sündligen Menschens heylsames Gesprachna 7 głosów i basso continuo (1643)
- Musica catechetica, das ist Musicalischer Catechismus na 5 głosów i basso continuo (1643)
- Lobgesang über den Frewdenreichen Geburtstag... Jesu Christi na 4 głosy i 4 instrumenty (1647)
- Eines Christgleubigen Bekenners Hertzens Seuffzere na 2 skrzypiec, 3 viole i basso continuo (1648)
- Musicalische Friedens Freud na 1–2 głosy, 3 viole i basso continuo (1650)

### Utwory instrumentalne
- Deliciae studiosorum na 3–5 instrumentów i basso continuo (3 części, 1640–1643)
- Harmonia organica, in tabulaturam germanicam (1645)
- (27) Canzoni, [9] sonatae na 1–3 skrzypiec, wiolonczelę i basso continuo (1650)
- 30 suit na instrument klawiszowy (rękopis)